# 永世乙女の戦い方
『永世乙女の戦い方』（えいせいおとめのたたかいかた）は、くずしろによる日本の漫画。将棋、女流棋士の世界を題材としており、作中の棋譜は女流棋士の香川愛生が監修を務める。『ビッグコミックスペリオール』（小学館）にて2019年10号より連載中。

## あらすじ
弱冠17歳の女流棋士・早乙女香は、幼いころ、将棋を教えてくれた女流棋士界の絶対女王・天野香織に憧れ、彼女を目指して将棋の世界に入った。そんな香の前に、次々と強敵が立ちはだかる。女流棋士の世界を描く将棋バトル漫画。

## 登場人物
早乙女 香（さおとめ こう）
17歳の高校2年生。女流棋士初段。将棋一筋で他のことには無頓着。幼少期に将棋を教えてくれた、絶対女王として女流棋士界に君臨する天野に憧れており、天野香織に追いつくことを目的として、奨励会に入らず、女流棋士の世界を戦い抜く。
支倉（はせくら）
クロスワードパズル専門誌の女性編集者。自社主催「マイナビ女子オープン」予選にて、香の対局に魅せられて、将棋に興味を持つようになる。
天野 香織（あまの かおり）
七大タイトル全てを持つ最強の女流棋士。元奨励会三段。香が幼いころ将棋を教え、女流棋士になれば自分と指せることを促す。自分以外の他人を悪意無く本位無く、遊ぶ癖がある。同作者の『笑顔のたえない職場です。』の第28話にも登場している。
角館 塔子（かくのだて とうこ）
女流棋士三段の強豪。20歳の大学生。元奨励会員で、女流棋士転向後は女流タイトル獲得経験がある実力者。実家は都内だが、現在は関西に所属。香のデビュー戦で勝利し、香にとってはトラウマの相手。将棋中継の聞き手としてよく出ている。同作者の別作品『笑顔のたえない職場です。』にも登場し、主人公（漫画家）の作品の将棋監修を行っている。
須賀田 空（すがた うつろ）
奨励会二段で、中学2年生のド天才。女流棋士を「将棋コンパニオン」などと見下しており、将棋道場で香に喧嘩を売り、角落ちで対局をする。
亜久原 初音（あくはら はつね）
香の姉弟子。高校3年生の女流初段。
四条（しじょう）
香と初音の師匠でベテラン棋士。天野の師匠とはライバル関係。
中原（なかはら）
天野香織の師匠でベテラン棋士。
夏木 小百合（なつきさゆり）
女流タイトルの獲得数第1位の女流棋士。元奨励会員。かつての女王。
アナスタシア
通称「アーニャ」。小学4年生の将棋キッズ。将棋ウォーズ五段の腕前で香とも電車内で対局した。マイナビ本戦に出場しており、小学生でアマということもあり、注目されている。
児玉かや
女流棋士。マイナビ女子オープン予選にて、早乙女香と対局。角館塔子の妹弟子。
須賀田 蒼（すがた あおい）
空の兄。元奨励会員。

## 書誌情報
- くずしろ『永世乙女の戦い方』小学館〈ビッグコミックス〉、既刊13巻（2025年7月30日現在）
  1. 2019年9月30日発売[2][3]、ISBN 978-4-09-860400-5
  2. 2020年2月28日発売[4][5]、ISBN 978-4-09-860551-4
  3. 2020年7月30日発売[6]、ISBN 978-4-09-860684-9
  4. 2021年1月29日発売[7]、ISBN 978-4-09-860841-6
  5. 2021年6月30日発売[8]、ISBN 978-4-09-861067-9
  6. 2021年11月30日発売[9]、ISBN 978-4-09-861191-1
  7. 2022年5月30日発売[10]、ISBN 978-4-09-861342-7
  8. 2022年12月28日発売[11]、ISBN 978-4-09-861490-5
  9. 2023年6月29日発売[12]、ISBN 978-4-09-861730-2
  10. 2023年12月27日発売[13]、ISBN 978-4-09-862627-4
  11. 2024年7月30日発売[14]、ISBN 978-4-09-862781-3
  12. 2025年1月30日発売[15]、ISBN 978-4-09-863180-3
  13. 2025年7月30日発売[16]、ISBN 978-4-09-863522-1